# Klasyczny język arabski
Klasyczny język arabski (arab. ‏اللغة العربية الفصحى‎ luġat ul-ʿarabiyyat ul-fuṣḥā, w skrócie fusha) powstał jako środek porozumiewania się między plemionami posługującymi się różnymi dialektami semickimi, zamieszkałymi na terenie Półwyspu Arabskiego. Istnieją dwie teorie odnośnie do powstania języka klasycznego:
1. Filologowie arabscy uważają zazwyczaj, że język ten rozwinął się z dialektu plemienia Kurajszytów, zamieszkującego okolice Mekki
2. Druga hipoteza zakłada, iż klasyczna arabszczyzna powstała w mieście Al-Hira nad Eufratem ze zmieszania dialektów tamimijskich (wschodnioarabskich) używanych na terenie Nadżdu. Jest więc w pewnym sensie językiem sztucznym

Klasyczny język arabski upowszechnił się wśród wszystkich Arabów dzięki popularności pisanej w nim poezji beduińskiej. Jego prestiż zwiększył fakt, że Koran napisany jest w tym języku. Koran pozostaje do dziś niedościgłym wzorem stylu dla Arabów. Sam Koran tak oto określa swój język:
 My wiemy, że oni mówią: „Tego [Mahometa] uczy tylko zwykły człowiek.” Język tego, na którego oni wskazują, jest obcy, a ten – to język arabski, jasny! (16:103) 
W VIII wieku ery chrześcijańskiej została skodyfikowana gramatyka języka klasycznego, zaś kalif Abdul Malik uznał go za urzędowy w całym imperium muzułmańskim. Wchłonięcie przez kalifat ludów posługujących się innymi językami (takimi jak aramejski, łacina czy grecki) wzbogaciło słownictwo w nowe wyrazy, jak chociażby terminy medyczne takie jak bulġum „flegma” (gr. φλέγμα) czy qarniyyah „rogówka” (łac. cornea). Wiele starożytnych słów zostało jednak zapomnianych lub przetrwało tylko w mowie Beduinów.
Język klasyczny jest używany przy recytacji Koranu i modlitwie, jak również przy wygłaszaniu kazań. Jego wariantem stylistycznym w zasadzie jest współczesny standardowy arabski (MSA) stosowany w literaturze. W codziennej rozmowie Arabowie posługują się zaś dialektami, bardzo różniącymi się od siebie i od języka klasycznego.

## Fonetyka (różnice z wymową współczesną)
- Spółgłoska ﺝ ğīm, kontynuant protosemickiego fonemu *g, brzmiała w klasycznym języku arabskim [ɟ] lub [gʲ]. Współcześnie wymawiana jest jako [dʒ].
- W klasycznym arabskim występują spółgłoski gardłowe [ħ ʕ], współcześnie często zastępowane przez nagłośniowe [ʜ ʢ]
- Spółgłoska ﺽ ḍād (kontynuant protosemickiego *ṣ́) była wymawiana jako [ɮˁ] za czasów Proroka Mahometa, podczas gdy współcześni Arabowie wymawiają ją jako [dˁ].
- Wygłosowe krótkie samogłoski (حركات ḥarakāt) były wymawiane w języku klasycznym, podczas gdy we współczesnym standardowym arabskim są często nieme.